# Rhinolophus pearsonii
Rhinolophus pearsonii är en fladdermusart som beskrevs av Thomas Horsfield 1851. Rhinolophus pearsonii ingår i släktet Rhinolophus och familjen hästskonäsor. IUCN kategoriserar arten globalt som livskraftig. Inga underarter finns listade i Catalogue of Life. Wilson & Reeder (2005) skiljer mellan två underarter.
Arten förekommer med en större och några mindre populationer i södra Asien från norra Indien och Nepal i väst till sydöstra Kina i öst och Thailand samt Vietnam i syd. Denna fladdermus vistas i låga och höga bergstrakter mellan 610 och 3077 meter över havet. Den lever i skogar, i områden med bambu och den besöker även jordbruksmark. I Vietnam hittas den ofta i regioner med kalkstensklippor. Individerna vilar vanligen i grottor.
Denna fladdermus har en 61 till 68 mm lång kropp (huvud och bål) och en 16 till 29 mm lång svans. Underarmarna är 47 till 56 mm långa, öronen är 23 till 29 mm stora och bakfötterna är cirka 12 mm långa. Kroppen är täckt av mörkbrun päls. Rhinolophus pearsonii har liksom andra familjemedlemmar hudflikar på näsan (bladet) där grundformen liknar en hästsko. Arten liknar Rhinolophus yunanensis i utseende.
Lätet som används för ekolokaliseringen har en frekvens av 65 kHz. Ungarna föds troligen i maj och juni.